# Wondertime
Wondertime était un magazine américain publié par Disney Publishing Worldwide destiné aux parents d'enfants entre 0 et 6 ans, lancé en 2006 et arrêté en 2010. Une version internet avec le même but, édité par Walt Disney Internet Group est toujours active.

## Historique
Le 23 janvier 2006, Disney annonce le lancement au mois de février d'un nouveau magazine mensuel Wondertime. Son rythme de publication était de 10 numéros par an. Un site internet associé au magazine est lancé conjointement. Le premier numéro est publié le 14 février 2006.
Le 4 décembre 2007, le Walt Disney Internet Group achète la société iParenting Media, fournisseur de contenu pour la famille afin de compléter son offre internet des sites Family.com, FamilyFun.com et Wondertime.com.
Le 22 janvier 2009, Disney Publishing Worldwide annonce l'arrêt du magazine au profit de FamilyFun, le dernier numéro est publié en mars 2009 mais le site internet édité par WDIG est conservé.